# 여수양지초등학교
여수양지초등학교는 대한민국 전라남도 여수시 미평동에 있는 공립 초등학교이다.

## 학교 연혁
- 2020년 3월 1일 19학급 편성(일반: 17, 특수: 2), 유치원: 4학급
- 2020년 1월 3일 제25회 78명 졸업(총 4,220명 배출)
- 2018년 3월 1일 제10대 박태을 교장 부임
- 1996년 3월 12일 병설유치원 개원
- 1996년 3월 1일 여수양지초등학교로 교명 변경
- 1995년 9월 6일 여수양지국민학교 개교(미평에서)

## 학교 상징
- 우리 학교 꽃 - 백목련 : 꿋꿋한 의지로 어려움을 이겨내자.
- 우리 학교 나무 - 소나무 : 변함없는 늘 푸른 마음으로 사랑하자.
- 우리 학교 색 - 분홍 : 따스한 마음으로 더불어 살아가자.

## 참고 자료
- 여수양지초등학교 - 한국교육학술정보원 학교알리미